# 木曜座
木曜座（もくようざ）は、1978年4月から1983年3月までの5年間にわたってTBS系列（JNN系列）で毎週木曜22:00 - 22:54（JST、1982年9月までは22:55まで）の枠で放送された連続ドラマシリーズである。

## 概要
制作は1978年4月 - 1979年12月と1980年4月 - 12月まではTBS、1980年1月 - 3月と1981年1月 - 1983年3月までは準キー局の毎日放送であった。
基本的には3ヵ月単位のシリーズ（1シリーズ9 - 15回程度）で、大人の愛の模様を描くラブストーリー的な作品を多数放映した。
1979年4月 - 7月に放送された「愛と喝采と」では、番組挿入歌「きみの朝」を歌った岸田敏志（当時・岸田智史）が俳優デビューするとともに、同曲のヒットにより歌手としての注目度を上げた。
また同年7月 - 10月放送の「水中花」では、松坂慶子を大人の色気を漂わせるセクシー女優としてブレークするきっかけを作り、テーマソング「愛の水中花」や劇中で見せたバニーガールの衣装が人気を集めた。

## 作品一覧

### 1978年
- 華やかな孤独（主演:竹脇無我）※ここからTBS制作[注 1][1]
- 愛がわたしを（近藤正臣）[注 1][2]
- あした泣く（古谷一行）[注 1][3]

### 1979年
- たとえば、愛（大原麗子）
- 愛と喝采と（十朱幸代）
- 水中花（松坂慶子）
- オレンジ色の愛たち（宇津井健）※ここまでTBS制作

### 1980年
- 逢いたくて（山本陽子）※毎日放送制作
- 離婚ともだち（大原麗子）※これ以降3作はTBS制作
- 愛の教育（桜田淳子）
- 恋人たち（根津甚八）※ここまで3作はTBS制作

### 1981年
- 微笑天使（多岐川裕美、中原理恵）※ここから枠終了まですべて毎日放送制作
- 夜の花火（松坂慶子）
- 虹色の森（十朱幸代、時任三郎）
- いつか黄昏の街で（沢田研二）

### 1982年
- 愛の別れ道（古谷一行、ジュディ・オング）
- さりげなく憎いやつ（大原麗子、藤竜也）
- 家族の神話（八千草薫）
- 愛を裁けますか（山本陽子、滝田栄）

### 1983年
- 誰かが私を愛してる（多岐川裕美、野口五郎）

## 枠廃止後
その後、1983年4月の春季改編でこの枠は廃止となり、クイズ番組「世界まるごとHOWマッチ」に移行し、引き続き毎日放送が制作を担当。なおスポンサーだった日本電装（現・デンソー）、リンナイ、オッペン化粧品、大塚製薬、毛染めパオン（現・シュワルツコフヘンケル → ヘンケルジャパン）も同時に移動。
翌1984年10月の改編で「-HOWマッチ」は木曜20時に移行し、新たに毎日放送制作の「中村敦夫の地球発22時」が開始。3年続いたあと1987年に平日夜10時の帯ニュース枠「ニュース22プライムタイム」がスタートし、以降現在に至るまでこの枠はTBSテレビが受け持っている。帯ニュースの終了後、1990年10月改編で7年半ぶりにドラマが再開された（「浮浪雲」）が1作で再びバラエティ枠に戻り、さらに1年半1992年4月 - 1992年9月に2作（枠名は「木曜ドラマ」）放映されたあとまた1年半バラエティ枠へと目まぐるしく変化を続けた。以降、1994年4月 - 1999年9月、2002年4月 - 2008年3月（2003年3月までは「カネボウ木曜劇場」）にドラマ枠が放送されている（TBS木曜10時枠の連続ドラマの項参照）。
当番組を同時ネットしていた福島テレビ（FTV）は、1983年4月のフジテレビ系列移行で「時代劇スペシャル」のネット開始した煽りで、「木曜座」終了と同時に「欽ちゃんの週刊欽曜日」の時差ネット枠に移行。次番組「世界まるごとHOWマッチ」は、テレビユー福島（TUF）開局前のサービス放送中である1983年12月1日よりネット開始（正式には開局後の1983年12月8日から）。
| 毎日放送・TBS制作、TBS系列 木曜22時枠 | 毎日放送・TBS制作、TBS系列 木曜22時枠                | 毎日放送・TBS制作、TBS系列 木曜22時枠 |
| 前番組                                | 番組名                                               | 次番組                                |
| ------------------------------------- | ---------------------------------------------------- | ------------------------------------- |
| 舞いの家                              | 木曜座                                               | 世界まるごとHOWマッチ                 |
| TBS 木曜22:54 - 22:55枠               |                                                      |                                       |
| 舞いの家 （22:00 - 22:55）            | 木曜座 （1978年4月 - 1982年9月） 【1分縮小して継続】 | TBSニュース （22:54 - 23:00）         |
| 福島テレビ 木曜22時枠                 |                                                      |                                       |
| 舞いの家                              | 木曜座                                               | 欽ちゃんの週刊欽曜日 【時差ネット】   |